# Victorine van Schaickprijs
De Victorine van Schaickprijs is een Nederlandse prijs voor publicaties en vernieuwing in het informatievak. Het Victorine van Schaick Fonds kent sinds 1978 deze prijs toe. Het Fonds is vernoemd naar bibliothecaresse Victorine van Schaick, die in 1976 bij een auto-ongeluk om het leven kwam en werd na haar dood door haar collega's ingesteld als waardering voor haar grote vakkennis, integriteit en werkkracht. Haar familie stelde hiervoor haar nalatenschap ter beschikking. Op deze manier leeft haar gedachtegoed en passie voor het bibliotheek- en informatievak voort. 

## Organisatie
Het Victorine van Schaick Fonds is ondergebracht bij de Koninklijke Nederlandse Vereniging van Informatieprofessionals (KNVI) en het secretariaat is belegd bij de Koninklijke Bibliotheek (KB). Naast artikelen, scripties of dissertaties worden presentaties, websites of andere initiatieven die betrekking hebben op het bibliotheek en informatievak gehonoreerd. De nominaties en inzendingen worden beoordeeld door een bestuur. 

## Prijzen
Het aantal prijzen dat wordt toegekend en de categorieën zijn in de loop der tijd verschillende keren aangepast. In eerste instantie was er sprake van één prijs, bestaande uit een geldbedrag (3000 gulden) en een penning ontworpen door Antoinette Gispen. 
Vanaf 2009 worden er drie prijzen uitgereikt:
- de Victorine voor de beste publicatie: € 2500,- en de Victorine van Schaick Penning
- de Victorine voor het meest innovatieve initiatief op het vakgebied van de informatieprofessional: € 2000,-
- de Victorine voor de beste scriptie: € 1500,-

## Winnaars
| Jaar | Victorine van Schaick hoofdprijs | Initiatiefprijs | Scriptieprijs | Andere |
| 2024 | Leerdam, A. v. (2024). Woodcuts as reading guides : how images shaped knowledge transmission in medical-astrological books in Dutch, 1500-1550. Amsterdam University Press. | Datasheets for Digital Cultural Heritage | Thomas Tan (2024). Designing a digital educational library in a West-African context: With a special focus on Ghana. Utrecht Universiteit. | Eervolle vermelding: Robert Nat voor het project Data-gedreven aanpak van Woo-verzoeken. |
| 2023 | Yra van Dijk, Marie-José Klaver, Els Stronks, Micha Hamel (2023). Omdat Lezen Loont : Op Naar Effectief Leesonderwijs in Nederland. Huizen: Pica. | Lees Simpel app | Melanie Augustinus (2022). What do we talk about when we talk about algorithmic literacy?: A scoping review, University of Borås. | Eervolle vermelding: Sophia van Hoek (2023). Walking a tightrope across the gap of digital preservation and environmental sustainability: The National Archives of the Netherlands and the challenge of achieving a climate-neutral digital archive, Reinwardt Academy. |
| 2022 | Suzette van Haaren (2022). The digital medieval manuscript: approaches to digital codicology. Proefschrift, Rijksuniversiteit Groningen en de Universiteit van St Andrews. | Dia Wesseling (2022), ‘Sámen voor leren’, visiepaper, Schouten & Nelissen University of Applied Sciences, Zaltbommel.                                                                                   | Nitzan Shalev (2022). ‘Mind Your Language: A Longitudinal Study of the Catalogues of Leiden University Library’s Hebrew Manuscripts Collection’. Universiteit Leiden. | Eervolle vermelding: Vincent Janssen voor zijn serie artikelen over het verschijnsel nepnieuws in Informatie Professional (IP). |
| 2021 | | Bibliotheek Venlo: Plek3. | Bastemeijer L. (2021). Required Listening: The effects of using audio- and karaoke books in fiction education at Dutch vmbo schools. Leiden Universiteit. | |
| 2020 | Van Lit L.W.C. (2021). “Among Digitized Manuscripts. Philology, Codicology, Paleography in a Digital World Series.” Handbook of Oriental Studies. Section 1: The Near and Middle East, Volume 137, eds. Ilıcak H. Şükrü & M. Fierro. | het team van de Intro, de blog van de (muziek)bibliotheek van Genk in België. | Schöb H. (2020). ‘The simulacrum is true’ – on the digital materiality of virtual cultural heritage project. Leiden Universiteit. | Eervolle vermelding: Public Spaces Oeuvreprijs: Elmer Wieldraaijer - hoofdredacteur van Bibliotheekblad van 1999 tot midden 2020. |
| 2019 | Breemen V. (2018). The interplay between copyright law and libraries. Proefschrift, Universiteit van Amsterdam. | ASR team onder leiding van Rens van de Schoot | Drewes P. (2019). Lezen achter de tralies: De gevangenisbibliotheek en haar functies. Universiteit van Amsterdam. | Donatie: Ali Haydar Cakmak nam enkele jaren geleden het initiatief om een jeugdbibliotheek op te zetten in het door oorlog geteisterde Noord Syrië. Hij zamelde daarvoor gelden in en realiseerde de jeugdbibliotheek ook daadwerkelijk. Het fonds wil Ali een extra steuntje in de rug geven met een kleine financiële donatie. Aanmoedigingsprijs: . Marit Leendertse - in het kader van haar studie Communicatie – International Event, Music and Entertainment Studies aan de hogeschool Fontys, deed Marit Leendertse een onderzoek voor Cubiss, de provinciale ondersteuningsinstelling voor openbare bibliotheken in Limburg en Noord-Brabant. Oeuvreprijs: Rob Bruijnzeels en Joyce Sternheim |
| 2018 | | Maartje van de Kamp: Blog 'De Archiefkok | Pires, S. (2017). The Living Film Collection. A Workshop for the Production of Informal Film Memories. University of Amsterdam, Preservation and Presentation of the Moving Image. | |
| 2017 | Kleijnen E. (2016). Route to reading: Promoting reading through a school library: effects for non-Western migrant students. Proefschrift Universiteit van Amsterdam. | Michiel Cock, Ben Companjen en Lotte Wilms / DH Clinics Grote digitale bestanden van teksten, afbeeldingen en data lenen zich voor onderzoek met digitale technieken; dat noemen we Digital Humanities. | Kamp M. (2016). Afgeschermd geheugen. Een onderzoek naar de inzageregimes van de archieven van de naoorlogse berechting van collaborateurs in België en Nederland en de invloed van deze regimes op het narratief van collaboratie en berechting daarvan. Universiteit van Amsterdam. | |
| 2016 | Verhaar P. (2016). Affordances and Limitations of Algorithmic Critici. Proefschrift. Universiteit Leiden. | Bianca Kramer en Jeroen Bosman (bibliotheek Universiteit Utrecht), ‘101Innovations’. | Wiersma M. (2016). Stories on Screen: Reading Books in the Age of Digitization. Rijksuniversiteit Groningen. | 'Verjaardagscadeau' voor IP Tot slot kreeg het 20-jarige vakblad IP een cadeau aan te bieden in de vorm van een ‘financiële injectie’ van 8000 euro. Het geld wordt besteed aan een online tijdschriftenarchief op de IP-site. Bovendien gaat IP in 2017 experimenteren met een digitale uitgave naast het bestaande blad. |
| 2015 | Specht M. & Zwaard J. van der. (2015). De uitvinding van de leeszaal: collectieve tactieken en culturele uitwisselingen. Trancity*Valiz. | Maurice Specht en Joke van der Zwaard ontvingen de twee Victorines voor hun initiatief Leeszaal Rotterdam West.                                                                                         | | Eric Sieverts, freelance docent en spreker op het terrein van zoeken & vinden, adviseur voor informatievraagstukken, redacteur en columnist van het vakblad InformatieProfessional en redacteur en auteur bij het Handboek Informatiewetenschappen. Oeuvreprijs: Jan de Waal, bibliotheek Oss, "Voor zijn vele verdiensten als digitale bibliothecaris in de openbare bibliotheek." artikel bibliotheekblad[dode link] en digibieb |
| 2014 | Jochmann-Mannak H. (2014). Websites for children: Search strategies and interface design. University of Twente. | Jeroen de Boer, Bertus Douwe en Aan Kootstra “Frysklab” | Corée E. (2014). Leiden en Omstreken op de virtuele kaart. De Haagse Hogeschool 2014. | |
| 2013 | Raymond Snijders, Werken met Informatie. KNVI voor zijn vakblog. | Hans van Duijnhoven – project Lezers van Stavast. | Boisvert-Hearn S. (2013). The Future of the Scholarly Monograph in the Humanities: Open and Enhanced. Universiteit Leiden. | |
| 2012 | Breemen V. (2012). Borrowing from the old to facilitate the new: the future of the library privilege in the digital world. Universiteit van Amsterdam. | Esther Valent - voor het informatieloket @DeBibliotheek1. | Nederhoff T. (2011). Voor de verandering: reacties van bibliotheken op de komst van het e-book en de gevolgen voor het literaire veld. Universiteit van Amsterdam. | |
| 2011 | | Jeroen de Boer voor zijn project SocialMediaCaster. | Polderman M. (2010). De bibliotheek als ondernemend kennisinstituut. Afstudeerscriptie Master Bedrijfswetenschappen. Radboud Universiteit Nijmegen. | Eervolle vermelding: Van der Riet T., S. Skoblikov, R. Katoen & G. Jacobs (2010). Het nieuwe werken volgens Generatie Y. TenPages. |
| 2010 | | | Wagenaar A. (2009). Academic libraries in the business of digitisation : a theoretical foray into the obstacles of digitisation on demand. Afstudeerscriptie Master Book and Digital Media Studies, Universiteit van Leiden. | Oeuvreprijs: Hans van Velzen – Directeur van OBA Openbare Bibliotheek Amsterdam, die deze prijs krijgt voor zijn gehele 'oeuvre', voor zijn vele activiteiten op het gebied van de vernieuwing van het openbare bibliotheekwezen gedurende een inmiddels lange loopbaan. |
| 2009 | Balog K. (2008). People search in the enterprise. Proefschrift. Universiteit van Amsterdam. | Edwin Mijnsbergen - Initiatiefnemer van - onder meer - Bibliotheek 2.0, waardoor een community van zo'n 3500 vakgenoten is gaan leven en waarin rond de 100 discussiegroepen actief zijn.               | Post S. (2008). Van collectie naar archief tot beeldbank: een advies over de archivering, digitalisering en ontsluiting van de wedstrijd fotocollectie van World Press Photo. Afstudeerscriptie Instituut voor Media en Informatiemanagement Hogeschool van Amsterdam. | Oeuvreprijs: Paul Schneiders Erkentelijkheid voor de werken van deze bibliotheekhistoricus die de ontwikkeling van het bibliotheekwezen door de eeuwen heen, en van de openbare bibliotheek in Nederland in het bijzonder, op prachtige wijze beschreven en in perspectief gezet heeft. |
| 2008 | Dominic Farace , The Grey Journal: An International Journal on Grey Literature. | | Opree S. (2007), Aanbevelingen voor het Rijksoverheidsbeleid met betrekking tot mediawijsheid. Afstudeerscriptie Algemene Cultuurwetenschappen. Universiteit van Tilburg. | |
| 2007 | Hoorn E. (2006). Creative Commons Licences for cultural heritage institutions: A Dutch perspective. IVIR. | | | |
| 2006 | Van der Zanden & T. Nissen (2005). Elastiek: handreiking voor samenwerking bibliotheek en vmbo. Provinciale Bibliotheek Centrale voor Noord-Brabant. | | | |
| 2005 | Van Vlimmeren T. (2004). Culturele diversiteit (Vertaling van Cultural diversity i.s.m. J. Ingemann Larsen en D. Jacobs). VOB Vereniging Openbare Bibliotheken. | | Wilmsen F. (2004). Jeugd en de (Bossche) bibliotheeksite. Afstudeerscriptie Hogeschool van Amsterdam. | |
| 2004 | Duyvendak L. (2003). Door Lezen Wijder Horizont: Het Haags Damesleesmuseum. Vantilt. Proefschrift Universiteit Utrecht. | | | |
| 2003 | Bruijnzeels R. & N. van Tiggelen (2001). Bibliotheken 2040: de toekomst in uitvoering. Biblion. | | | |
| 2002 | Peereboom M. (2002). '"Paper space": kranten online': Informatie Professional 6(2002)6, blz. 18-33. | | | Karel Elderink – oeuvreprijs Vernieuwend werk in woord en geschrift op het raakvlak van de wetenschappelijke en openbare bibliotheken in Nederland. |
| 2001 | | | Rood A. (2000). De rol van de informatie in een lerende organisatie. Scriptie Vrije Universiteit Amsterdam. | |
| 2000 | | | Koomen M. (1999). Elektronische tekstarchieven en het Electronic Text Centre Leiden. Scriptie Hogeschool van Amsterdam, Informatiedienstverlening en -management. | |
| 1999 | Prijs werd niet uitgereikt | Prijs werd niet uitgereikt | Prijs werd niet uitgereikt | Prijs werd niet uitgereikt |
| 1998 | Beentjes G., M. Herweijer, Y. de Lusenet, K. Scheper & P. Witkamp (1997). Weten geweten gewist : bedreigde wetenschappelijke collecties in archieven en bibliotheken. European Commission on Preservation and Access. | | Glas B. (1998). Best practices vastgelegd : eisen voor een best practices informatiesysteem. Scriptie Hogeschool van Amsterdam, Informatiedienstverlening en -management. | |
| 1997 | Franssen J. (1997). Multi-media vanuit bibliotheekperspectief. Rapport Universiteitsbibliotheek Maastricht. | | | |
| 1996 | Koren, A.M.T.C. (1996). Tell me! The right of the child to information. Den Haag: NBLC, Proefschrift Universiteit van Amsterdam. Braaksma H. (1995). Inlichtingenwerk in wetenschappelijke bibliotheken; hoe worden we wijzer?, Enschede: Universiteitsbibliotheek Twente. Bender Y. (1996). Papierconservering in Nederland. Een overzicht van de ontwikkelingen in de periode 1980-1995. Coördinatiepunt Nationaal Conserveringsbeleid CNC. | | | |
| 1995 | Manasse P. (1995). Verdwenen archieven en bibliotheken. De verrichtingen van de Einsatzstab Rosenberg gedurende de Tweede Wereldoorlog. NBLC Uitgeverij. | | | |
| 1994 | | | Weide I. (1994). BDI en multimedia. Afstudeeronderzoek naar het verband tussen de opleiding tot informatiekundige en de ontwikkeling van multimediale produkten. Hanzehogeschool, Hogeschool van Groningen, Afd. BDI. | Ton Heijligers – oeuvreprijs: vernieuwend werk in woord en geschrift op het terrein van de Regels voor de titelbeschrijving. |
| 1993 | | | Delsaerdt P. (1993). De Gulde Lampe in een nieuw licht. Ontwerp en test van een relationele databank voor de boekhistorische analyse van geannoteerde veilingcatalogi. Eindverhandeling bijzonder licentiaat in de Informatie- en Bibliotheekwetenschap. Universitaire Instelling Antwerpen. | |
| 1992 | Prijs werd niet uitgereikt. | Prijs werd niet uitgereikt. | Prijs werd niet uitgereikt. | Prijs werd niet uitgereikt. |
| 1991 | | | Hervieux S. (1991) Images à coder. Rapport over de ontsluiting van afbeeldingen in het UNIMARC format. Afstudeerrapport Haagse Hogeschool, BDI. Bellers Y. (1991). 'Ik blijf lid zolang het gratis is! Geintje!' Middelbare scholieren over de kwaliteit van de dienstverlening in de openbare bibliotheek Enschede. Afstudeeropdracht aan de BDI te Groningen. | |
| 1990 | Hofslot B. van & Oude Engberink H. (1991). “Kunst lenen in de openbare bibliotheek: nobele bedoelingen en nuchtere praktijkervaringen”. Bibliotheek En Samenleving : Tijdschrift Van De Vereniging Nederlands Bibliotheek En Lektuur Centrum 19 (4), pp. 164-168. | | Van de Sande K. (1990). De lokale databank als voorziening van 'community information'. Een kritisch onderzoek naar enkele lokale/regionale databanken in Nederland. Eindverhandeling speciaal licentiaat in documentatie- en bibliotheekwetemschap. Universitaire Instelling Antwerpen. Sint Oedenrode. Hoes H. (1990). Interim management in de bibliotheek. Een onderzoek naar de rol van buitenstaanders bij het veranderen van bibliotheken. Eindscriptie Amsterdam, BDI. | |
| 1989 | Ouwerkerk A. (1989). “Standaard en structuur: de ontsluiting van museumdocumenten”. Open: Vaktijdschrift Voor Bibliothecarissen Literatuuronderzoekers Bedrijfsarchivarissen En Documentalisten 21 (3), pp. 89-95. De Bauw K. (1989). Voorstellen voor een wettelijk depot bij de vlaamse gemeenschap: verslag van het voorbereidend studiewerk en discussietekst. Stichting Nationale Bibliotheek van de Vlaamse Gemeenschap. | | Beers A. (1989). Informatiemakelaardij in Nederland. Examenscriptie POBOB, Frederik Muller Academie. | |
| 1988 | Foncke H. (1987). Managementinformatiesystemen in bibliotheken en documentatie-instellingen : typologie ontwikkeling voorbeelden : een literatuurrapport. Tiele-academie. | | Davelaar T. (1987) De speld in de hooiberg, de metaaldetector, de magneet. Doctoraal scriptie. Aarts P. (1987) Het nutskinderleeszaalwerk (1912-1940) in Amsterdam. Scriptie Pedagogisch Seminarium van de Vrije Universiteit. | |
| 1987 | Pesch P. N. G. (1986). "De bibliotheek zonder bibliothecaris : verval en expansie (1584-1634)”. Vier Eeuwen Universiteitsbibliotheek Utrecht, pp. 31-55. - “Confiscatie van kapittel- en kloosterbibliotheken (1581-1584)”. Vier Eeuwen Universiteitsbibliotheek Utrecht, pp. 14-30. - Uitbouw tot academiebibliotheek en optreden van de eerste bibliothecaris (1634-1678). Vier Eeuwen Universiteitsbibliotheek Utrecht, pp. 56-84. - Biemans J. A. A. M. (1984). Middelnederlandse bijbelhandschriften. Brill. Pancras K. (1986). Voor alle kinderen: jeugdbibliotheekwerk 1904-1984. Nederlands Bibliotheek en Lektuur Centrum. | | Etten P. van. (1986). Bedrijfsbibliotheken als profit center: literatuurrapport. Frederik Muller Akademie. | |
| 1986 | | | Van Alenburg L. (1985). Manueel- en online literatuuronderzoek : een onderzoek naar de functionaliteit van online information retrieval. Examenscriptie P.A. Tiele Academie. | |
| 1985 | Lems O. (1983). “Niet apart maar samen : bibliotheekwerk voor anderstaligen (in de praktijk).” Samen Leven Samen Lezen: De Jeugdbibliotheek in Een Multiculturele Samenleving, pp. 67-75. Plus 15 andere publicaties. Van Laer, C. J. P. (1984). “Juridisch bibliotheek- en documentatiewezen : classeren van juridica in de rijksuniversiteit limburg”. De Juridische Bibliothecaris: Informatiebulletin Van De Groep Juridische Bibliotheken En Documentatie-Instellingen 05(2), pp. 34-35. | | | |
| 1984 | Voogt L. (1984). De totstandkoming van de Alexandrijnse bibliotheek in cultuur-historisch perspectief. Rapport. | | | |
| 1983 | De Smedt M. (1982). “G. Bouvaert: Een 18de-eeuws Zuidnederlands kloosterbibliothecaris en zijn bibliotheek.” Handelingen Koninklijke Zuidnederlandse Maatschappij voor Taal- en Letterkunde en geschiedenis 35, pp. 67-86. | | | |
| 1982 | Prijs werd niet uitgereikt. | Prijs werd niet uitgereikt. | Prijs werd niet uitgereikt. | Prijs werd niet uitgereikt. |
| 1981 | Schwarz-Blokhuis, T.H.H. en L. Voogt (1981). Nederlandse overheidspublikaties: een wegwijzer ten behoeve van buitenlandse onderzoekers. Rapport. Voorbij H. (1980). “Het belang van cataloguing-in-publication”. Open: Vaktijdschrift Voor Bibliothecarissen Literatuuronderzoekers Bedrijfsarchivarissen En Documentalisten 12(09), p. 420. | | | |
| 1980 | Wamsteker-Meijer A. W. (1980). “Bibliotheektheoretische aanzetten : de grammatica van de Bibliotheek”. Open : Vaktijdschrift Voor Bibliothecarissen Literatuuronderzoekers Bedrijfsarchivarissen En Documentalisten 12 (9), p. 405. | | | |
| 1979 | Groeskamp E. J. (1978). “Openbare bibliotheken privacy en persoonsregistratie. Bibliotheek En Samenleving”: Tijdschrift Van De Vereniging Nederlands Bibliotheek En Lektuur Centrum 06 (12), p. 349. | | | |
| 1978 | Mackenzie-Owen, John S. (1976). Format incompatibility and the exchange of bibliographic information. A comparative study. Unesco. | | | |